# Euleptus zuluanus
Euleptus zuluanus is een keversoort uit de familie van de loopkevers (Carabidae). De wetenschappelijke naam van de soort is als Platynus (Anchomenus) zuluanus voor het eerst geldig gepubliceerd in 1922 door Barker.